# Televisão na Argentina
A televisão é uma das mídias mais desenvolvidas da Argentina. Implantada em 17 de outubro de 1951, com uma transmissão que começou com o último ato de Evita com Juan Domingo Perón às 14h20, a televisão argentina está fortemente enraizada na cultura e nas idiossincrasias do país, sendo a companhia preferida dos argentinos por mais de 60 anos. Na televisão local são expoentes dos mais variados gêneros e formatos de televisão. Existe produções de programas próprios, bem como versões locais de formatos adquiridos no exterior e, em alguns casos, reabastecimento de programas nacionais e estrangeiros. A primeira emissora de televisão da Argentina foi o Canal 7, hoje chamado de Televisão Pública Argentina, com sede na cidade de Buenos Aires, que atualmente é a que mais recebe cobertura nacional.
Com um grande número de radiodifusores sediados em diferentes cidades do país, a Argentina é a quarta potência do mundo na exportação de formatos de televisão, perdendo apenas para os Estados Unidos, Holanda e Reino Unido. Além disso, o desenvolvimento da televisão a cabo é importante: o país concentra quase metade do público de televisão paga na América Latina. Estima-se que os argentinos gastem 45% do tempo assistindo à TV paga.

## Televisão aberta

### Canais nacionais
Os canais locais mais importantes da Argentina transmitem da cidade de Buenos Aires, sendo sua programação transmitida pela maioria das emissoras de televisão do resto do país. A  Televisión Pública Argentina pertence ao Estado Nacional; América TV, Canal 9, Telefe e eltrece são particulares. Por outro lado, eles também têm sinais para o exterior: América Internacional, Telefe Internacional e eltrece Internacional, que transmitem os mesmos programas a nível nacional, exceto alguns que têm direitos exclusivos de transmissão para a Argentina, sendo substituídos por filmes.
| Canal                  | América                          | Televisión Pública Argentina          | El Nueve                            | Telefe                                     | eltrece                             | Net TV                          |
| ---------------------- | -------------------------------- | ------------------------------------- | ----------------------------------- | ------------------------------------------ | ----------------------------------- | ------------------------------- |
| Logo atual             |                                  |                                       |                                     |                                            |                                     |                                 |
| Início de transmissões | (25 de junho de 1966 (58 anos)   | (17 de setembro de 1951 (73 anos)     | (09 de junho de 1960 (64 anos)      | (15 de janeiro de 1990 (35 anos)           | (01 de outubro de 1960 (64 anos)    | (01 de outubro de 2018 (6 anos) |
| Sedes                  | Fitz Roy 1650, Palermo, CABA     | Figueroa Alcorta 2977, Recoleta, CABA | Dorrego 1782, Colegiales, CABA      | Sir Alexander Fleming 1101, Martínez, AMBA | Lima 1261, Constitución, CABA       | California 2715, Barracas, CABA |
| Licença                | La Plata                         | Ciudad de Buenos Aires                | Ciudad de Buenos Aires              | Ciudad de Buenos Aires                     | Ciudad de Buenos Aires              | Ciudad de Buenos Aires          |
| Sinal indicativo       | LS86 TV Canal 2 La Plata         | LS82 TV Canal 7 Argentina             | LS83 TV Canal 9 Buenos Aires        | LS84 TV Canal 11 Buenos Aires              | LS85 TV Canal 13 Buenos Aires       | Canal 27.2                      |
| Estado                 | Privado                          | Público                               | Privado                             | Privado                                    | Privado                             | Privado                         |
| Propietario(s)         | Grupo América Claudio Belocopitt | Estado argentino                      | Grupo Octubre Carlos Lorefice Lynch | Paramount Global                           | Grupo Clarín                        | Editorial Perfil                |
| Operador               | América TV S.A.                  | Rádio e Televisão Argentina S.E.      | Telearte S.A.                       | Televisión Federal S.A.                    | Arte Radiotelevisivo Argentino S.A. | Kuarzo Entertainment Argentina  |
| Audiencia              | 1.95 (2022) (Kantar IBOPE Media) | 1.0 (2022) (Kantar IBOPE Media)       | 1.99 (2022) (Kantar IBOPE Media)    | 8.6 (2022) (Kantar IBOPE Media)            | 5.9 (2022) (Kantar IBOPE Media)     | 0.3 (2022) (Kantar IBOPE Media) |
| Eslogan                | Sempre com você                  | Seu canal de bandeira                 | Junte-se                            | Sempre juntos                              | Prender a eltrece                   | Ar fresco                       |
| Site web               | América TV                       | TV Pública                            | elnueve                             | Telefe                                     | eltrece                             | Net TV                          |

## Televisão a cabo e via satélite
Na Argentina, a televisão a cabo apareceu na década de 1960, se não chegou, com os circuitos fechados de Villa María (Córdoba), Río Cuarto (Córdoba) e Junín (Buenos Aires) pioneiros. Mais tarde, nos anos 80, desenvolveu-se em grandes áreas urbanas: em Buenos Aires, com empresas como a Cablevisión e a Video Cable Comunicación (VCC). Nesta época começou sua grande expansão incorporando programação segmentada - canais temáticos - e canais estrangeiros via satélite, permitindo também a chegada direta da TV capital às províncias.
No que diz respeito à televisão por satélite, ela começou nos anos 90, embora sua penetração no país não tenha sido tão importante quanto a do cabo.
Na década de 1990, a expansão da televisão a cabo levou o país a um fenômeno incomum na América Latina, atingindo em 1996 a 53% dos lares. A Argentina é o quarto país do mundo em termos de número de assinantes de TV a cabo, perdendo apenas para o Canadá, os Estados Unidos e a Dinamarca.
Em 2013, os serviços de TV paga na Argentina atingiram 83% dos domicílios, confirmando a tendência da migração do público de televisão para essas plataformas.
Segundo o medidor Kantar Ibope Media, em dados revelados na Pesquisa de Estabelecimento ao longo dos anos, para 2016 a penetração da televisão a cabo na Argentina caiu para 80,92%, após ter alcançado em 2014 (ano que superou em audiência a televisão aberta) 87,39% do número total de aparelhos de televisão em residências.

### Canais
Há uma grande variedade de canais temáticos, tanto os que operam na Argentina quanto os internacionais que são transmitidos no país. Entre os de produção nacional são:
| Temática                            | Canal de televisão                                                                                     |
| ----------------------------------- | --- |
| Interesse geral                     | Ciudad Magazine Metro Canal Rural (Argentina) Argentinísima Satelital 360 TV La Nación +               |
| Notícias                            | Todo Noticias Crónica TV América 24 Canal 26 C5N CN23                                                  |
| Esportes                            | DeporTV TyC Sports América Sports El Garage TV ESPN América Latina Fox Sports Latinoamérica TNT Sports |
| Infantis                            | Paka Paka                                                                                              |
| Cinema - Séries                     | CINE.AR Space I-Sat Volver Europa Europa                                                               |
| Educativo - Cultural - Documentário | Encuentro Canal (á) Construir TV TECtv                                                                 |
| Variedades                          | El Gourmet Glitz*                                                                                      |
| Musicais                            | Canal CM Quiero Música MuchMusic                                                                       |
| Religiosos                          | Canal 21 Canal Luz                                                                                     |
| Adultos                             | Venus                                                                                                  |

### Fornecedores
Até 1997, o serviço de cabo era responsável por empresas locais e regionais, a maioria absorvida pela VCC, Cablevisión, Multicanal e Superchannel, consolidando-se assim como os principais operadores a nível nacional; Por sua vez, os dois primeiros se fundiram em 2007. Na área metropolitana de Buenos Aires, além da Cablevisión, operam Telecentro, TeleRed e Antina.
Essas empresas utilizam cabo coaxial e fibra coaxial híbrida (HFC) como suporte para seus serviços, com a segunda aplicação cada vez mais crescente sob os novos sistemas digitais e também para serviços triple play.
Os operadores de cabo geralmente organizam suas redes por segmentos, embora a nova legislação pretenda que seja a regra para todos, colocando cada segmento em uma certa faixa de sintonia e que inclua todos os canais de produção nacional, já que existem empresas que se recusam a incorporar alguns (pelo menos no sistema analógico) para favorecer os seus próprios. Isso inclui os sinais públicos da Rádio e Televisão Argentina -Encuentro, Paka Paka, INCAA TV- e as notícias internacionais TeleSUR.
A televisão por satélite estava inicialmente nas mãos de empresas nacionais e, mais tarde, das multinacionais Sky e DirecTV. Estes últimos, juntamente com a InTV nacional, são atualmente os principais operadores do serviço na Argentina.
Para 2014, a distribuição por operadora de cabo ocorre em uma proporção desigual. A empresa argentina Cablevisión, detém 59,53% dos usuários, estando longe com 15,76% da americana DirecTV. Em terceiro lugar está o Supercanal com 6,98% e o quarto Telecentro, com 6,87%; os restantes dez por cento são distribuídos entre outras empresas.

## Prêmios
Há vários prêmios concedidos anualmente à produção de televisão e outras mídias. Os mais populares e bem-sucedidos são os Prêmio Martín Fierro, concedidos pela Associação dos Jornalistas de Televisão e Radiofonia da Argentina (APTRA), instituídos em 1959. Outros prêmios de grande relevância são:
- Santa Clara de Asís, da Liga das Mães de Família;
- Prensario, da revista de espetáculos homônimos;
- Broadcasting, do Grupo de Estudos de Radiodifusão;
- Premios FundTV, da Fundação de Televisão Educativa.
- Premios Clarín, entregue pelo jornal de mesmo nome por várias temporadas;
- Premios Tato, da Câmara Argentina de Produtores de Televisão (CAPIT);
- Nuevas Miradas, entregue pela Universidade Nacional de Quilmes.

## Audiência
Há alguns anos, a televisão aberta argentina vem perdendo força, devido ao aumento da indústria de TV a cabo e às possibilidades oferecidas pela internet para acompanhar a programação diária, entre outros motivos. isto, gera que um ou dois pontos são perdidos por anos de ignição (total da soma de classificação dos canais de ar), e que os programas mais assistidos oscilam entre 15 e 25 pontos, muito diferente do que aconteceu antes da chegada da TV paga, onde os programas chegava 40, 50 e até 60 pontos.
Em 2005, a televisão aberta teve uma média de 11,94 pontos de rating (e 65,55% de share), contra 6,28 da televisão paga (e 34,45%). Desde então, ano após ano até 2014, foi perdendo entre um e meio ponto de audiência com a televisão a cabo, que passou de 8,61 para 8,41 no rating, 50,60% para 49,40% em share. Em 2015, essa vantagem foi estendida para mais de um ponto.
Em outubro de 2014, a empresa de medição oficial PASCAL Sifema, que publica diariamente os dados de classificação e share, foi incorporada, embora ao contrário da brasileira Kantar Ibope, ela cobre 24 horas por dia para os resultados finais. Hoje ele continua com as medições, apesar de não ter divulgado os dados por um longo período, entre dezembro de 2015 e janeiro de 2016.
Em meados de 2015, foi instalado um novo medidor, o SMAD (Digital Audience Measurement System), empresa que trabalha com um sistema diferente do tradicional. Com um universo de domicílios maior que o da Kantar Ibope, a SMAD faz isso por meio de um sistema que produz informações sobre o consumo audiovisual da população. Ditos dados são carregados no sistema de forma definitiva, sem ponderação ou validação, e na análise permite discriminar sinais HD entre outras coisas.

## Televisão digital

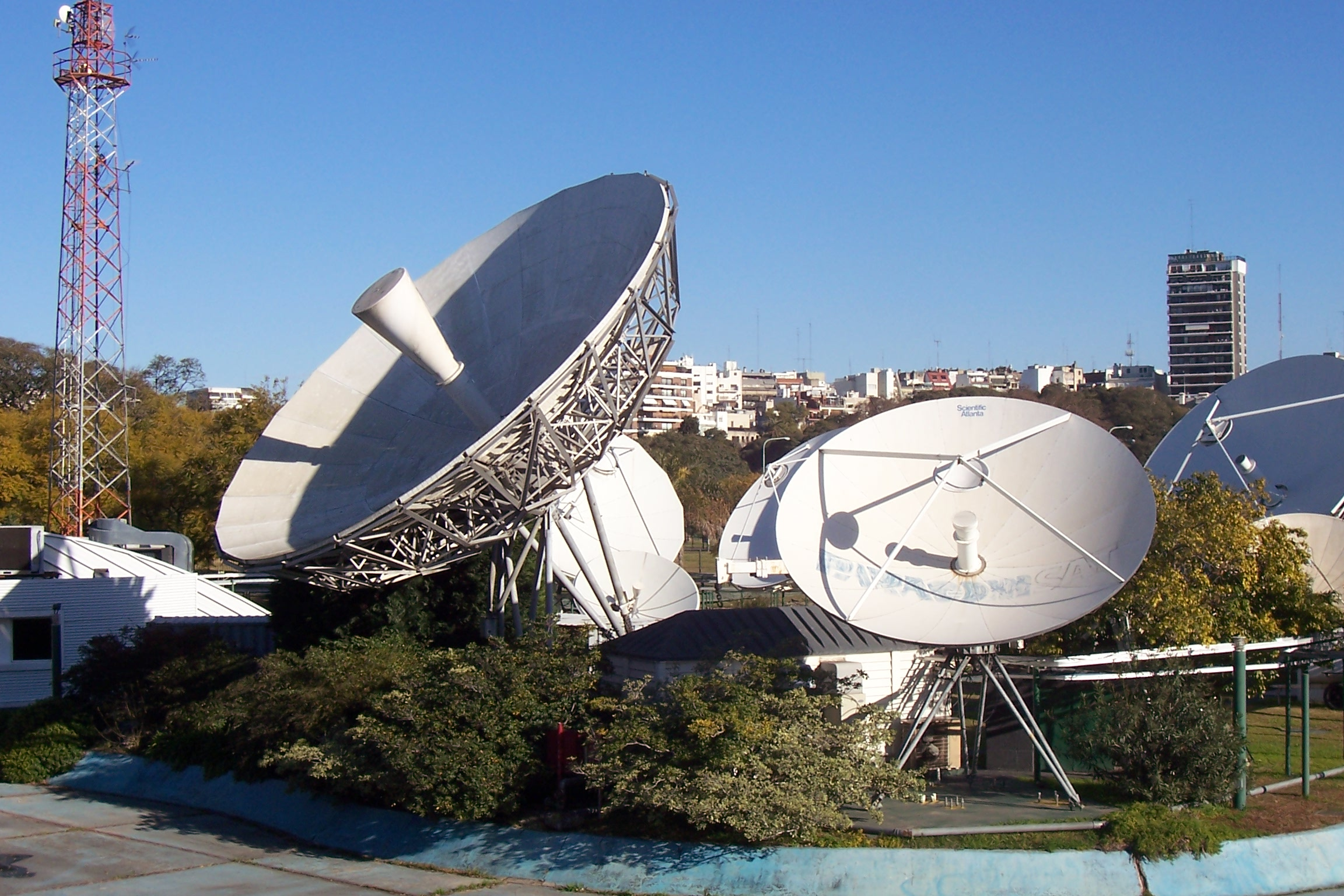
Transmissores via satélite no Canal 7, Buenos Aires.

A Argentina adotou o padrão japonês ISDB-T, com modificações realizadas pelo Brasil. Inicialmente, a Argentina havia selecionado o padrão ATSC em 1998 (Res. 2387/98), que foi apoiado pela Clarin sobre o DVB-T Group, promovido pelas maiores empresas de telecomunicações e fabricantes europeus de celulares como a Nokia. Houve transmissões experimentais do ATSC desde 1999, antes de o governo rejeitar a decisão.
Existe um acordo entre o Brasil e a Argentina, assinado à luz do bloco comercial do Mercosul, onde ambos os países concordam em compartilhar informações, estudos e esforços para selecionar o mesmo padrão de TV Digital.
Em 27 de agosto de 2009, o governo argentino anunciou oficialmente que o padrão japonês foi adotado, juntamente com o Chile e o Peru ao mesmo tempo. O objetivo por trás dessa decisão política é conseguir uma TV regional ampla, gratuita e de alta qualidade.
As vendas de TVs prontas para HDTV estão aumentando na Argentina, com as primeiras TVs disponíveis desde 2005 pela empresa local Philips. A empresa apresentou na época três TVs CRT prontas para HD (1080i) nas versões de 25, 29 e 33 polegadas. Essas TVs foram fabricadas em Tierra del Fuego, na Argentina, e incluíam sintonizadores analógicos Pal-N / B e NTSC, além de entradas de vídeo componente HD. Apenas um único modelo, o de 25 polegadas, 16: 9, apresentava HDMI. A partir de 2008, a empresa mudou para LCDs.
Em novembro de 2008, a empresa local de cablevision de TV a cabo, que se fundiu com a Multicanal, começou a oferecer seu serviço "Cablevision HD". Este é um custo caro de um ARS adicional de US $ 30 sobre o preço padrão do serviço de TV digital. Ele usa o ATSC e a empresa torna obrigatória a compra de seu "HD Tuner com DVR" a um custo de cerca de US $ 200. No final de 2008, a maioria dos LCDs anunciados como "Full HD" oferecia pelo menos suporte a sinais 1080i.
Em dezembro de 2013, a televisão digital atingiu 80% da Argentina. A Argentina encerrou todas as transmissões analógicas em 2019.